# Ålidhemstunneln
Ålidhemstunneln är en vägtunnel i Umeå som sammanbinder flera av de östliga stadsdelarna med resten av staden. Ålidhemstunneln sträcker sig under stadsdelen Tunnelbacken. Tunneln är cirka 350 meter lång och går i ett brett tunnelrör med skiljevägg och två körfält i vardera riktning. Tunneln invigdes 1992 av det dåvarande kommunalrådet Margot Wikström (S).[källa behövs]
Ålidhemstunneln byggdes på grund av behovet av en bättre och snabbare förbindelse mellan de östliga och centrala stadsdelarna. Det nya bostadsområdet Tomtebo var även under uppförande, vilket skulle innebära ökade trafikmängder.

## Fler bilder

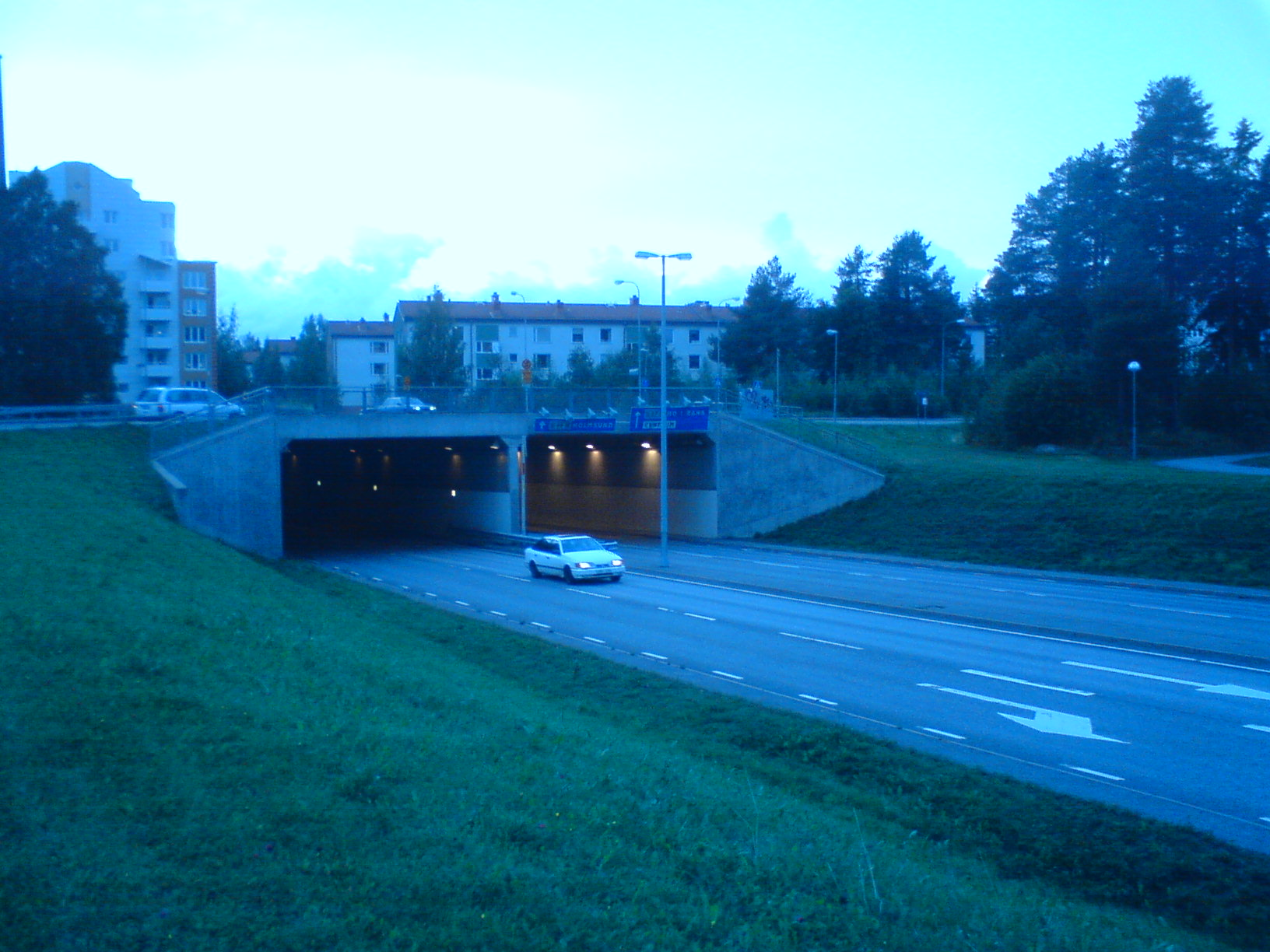
Ålidhemstunneln, österifrån.